# Писковый, Руслан Валерьевич
Руслан Валерьевич Писковый (укр. Руслан Валерійович Пісковий, позывной — Варяг; 23 ноября 2001, Киев — 18 апреля 2023, Бахмут) — украинский военнослужащий, старший солдат, участник российско-украинской войны. Герой Украины (2024, посмертно).

## Биография
Родился 23 ноября 2001 года в Киеве. Занимался кикбоксингом, был шестикратным чемпионом Украины, финалистом чемпионата Европы и серебряным призёром чемпионата мира. Получил звание мастера спорта Украины. Обучался в Национальном университете физического воспитания и спорта Украины.
С началом полномасштабного вторжения России в Украину в 2022 году вместе с отцом вступил в ряды защитников страны. Служил стрелком второй роты 128-го батальона 112-й отдельной бригады территориальной обороны.
18 апреля 2023 года получил смертельное огнестрельное ранение головы вблизи города Бахмут Донецкой области. Похоронен на Аллее Славы Лесного кладбища в Киеве.
У Руслана остались мать, отец и девушка.

## Награды
- Звание «Герой Украины» с удостоением ордена «Золотая Звезда» (23 августа 2024, посмертно) — за личное мужество и героизм, проявленные в защите государственного суверенитета и территориальной целостности Украины, верность военной присяге[1].

## Память
10 августа 2024 года на проспекте Романа Шухевича в Днепровском районе Киева открыли мурал, посвященный Руслану Писковому.